# Константин Бух
Константин Андреевич Бух (1812 - 1895) - руски държавник, завеждащ финансовия отдел при Временното руско управление след Освобождението на България. 

## Биография
Роден е на 21 декември 1812 г в благородно семейство по всяка вероятност в Петербург (днес - Санкт Петербург, Русия). Баща - Андрей Кристиян, майка - баронеса Елена Егоровна фон Шваххайм.
През 1831 г. завършва Главното инженерно училище в Петербург (военно-учебно заведение на Руската императорска армия) и е оставен да продължи обучението си в офицерския клас, от който е повишен в полеви инженер като прапорщик. Започва службата си като инженер-мичман от гарнизонния отряд в Отделния Оренбургски корпус. През 1837-1839 г. служи във военноморското министерство на Русия. 
От 1856 г. той е управител на Оренбургската камара за държавна собственост и в същото време от 1857 г. - директор на Уфимския губернски комитет на попечителите на затвора От 8 май 1864 г. е произведен в граждански чин действителен статски съветник.
От 1874 г. - член на Съвета на министъра на финансите на Руската империя.

### Константин Бух в България
След Освобождението на България е назначен към състава на Временното руско управление като завеждащ финансовия отдел. от октомври 1878 г. 
На 16 декември 1878 г. представя на княз Александър Дондуков-Корсаков проектоустава за учредяването на БНБ. Същият проектоустав Константин Бух изпраща на 25-ти и 26 декември 1878 г. и до няколко български обществени и политически дейци за обсъждане и мнение.

### Завръщане в Русия
След прекратяването на дейността на Временното руско управление (юли 1879 г.), Константин Бух се завръща в Русия. На 18 април 1880 г. е повишен в чин таен съветник.
Умира на 30 октомври 1895 год и е погребан в гробището на Новодевичския манастир, Санкт-Петербург, Русия.

## Награди
- Орден на Св. Станислав 2-ра степен с императорска корона (1859) [6]
- Орден на Св. Анна 2-ра степен (1862) [6]
- Орден на Св. Станислав 1-ва степен (1875)
- Орден на Св. Анна 1-ва степен (1883)
- Орден на Св. Владимир 2-ра степен (1886)